# Moa Gammel
Moa Gammel, all'anagrafe Moa Tuva Amanda Gammel (Stoccolma, 6 ottobre 1980), è un'attrice svedese.

## Biografia
La Gammel ha partecipato già all'età di dodici anni alla rappresentazione teatrale di Pippi Calzelunghe presso il Dramaten di Stoccolma. Il suo debutto come attrice risale al 1996 nel film di Mikael Håfström dal titolo Skuggornas hus. Ha lavorato anche come fotomodella e dal 2005, parallelamente all'attività lavorativa, ha intrapreso un percorso di  formazione universitaria in campo sociologico ed economico, conseguita presso la Handelshögskolan. La svolta come attrice è avvenuta con il film di Johan Brisinger, Underbara älskade (2006). Carriera artistica, tra l'altro, connotata da numerose partecipazioni sia in film ̶ come Sommaren med Göran, (2009), Livet i Fagervik (2009), Puss (2010), Hemma (2013) e la serie di film incentrati sulla ispettrice di polizia Irene Huss – che in serie televisive come Vita lögner (2000 ̶ 2001). Per quanto riguarda la recitazione teatrale, la Gammel ha preso parte agli spettacoli Sex i krogmiljö (2006) e Orge (2007) di Pier Paolo Pasolini, messi in scena presso il teatro Tribunalen di Stoccolma. Oltre a questi, vanno anche ricordate le opere sperimentali di Strindberg come Paria (2011), alle quali ha partecipato insieme a Malou von Sievers, presso la galleria d'arte stoccolmese Liljevach.
Durante il 2014 ha realizzato, all'interno del proprio podcast radiofonico dal titolo “Genier”, una serie di interviste con gran parte delle donne appartenenti all'ambiente culturale scandinavo. Interviste uscite poi in formato libro, e con lo stesso titolo, nel 2015 ed edite da Natur & Kultur.
Dal 2015 al 2017 ha recitato come protagonista della serie televisiva svedese a carattere mistico, Jordskott.
Nella primavera 2017 ha anche debuttato come regista, scrittrice e narratrice nella trasmissione radiofonica Ufo-podden, trasmessa dell'emittente Sveriges Radio P3. Programma in cui materiali proveniente da archivi su avvistamenti ufologici e avvenimenti inspiegabili vengono elaborati sotto forma di racconti drammatizzati.

## Filmografia
- 1994 – Tre kronor (serie TV)
- 1994 – Bullen (serie TV) (film per bambini, in cui la trama viene proposta su corrispondenza dagli spettatori, sulla solitudine)
- 1995 – Du bestämmer (serie TV)
- 1996 – Skuggornas hus (serie TV)
- 1999 – Sherdil
- 2000–2001 – Vita lögner (serie TV)
- 2000 – Pusselbitar (serie TV)
- 2000 – Labyrinten (serie TV)
- 2000 – Brottsvåg (serie TV)
- 2003 – Jesus från Hökarängen
- 2005 – Barn av vår tid
- 2006 – Underbara älskade
- 2007 – Ett gott parti (serie TV)
- 2007 – Beck – Det tysta skriket
- 2007 – Teater Pseudo - Sex
- 2007 – Pyramiden
- 2007 – Ungdomens förfarare
- 2008 – Oskyldigt dömd (serie TV)
- 2008 – Pälsen
- 2009 – Livet i Fagervik (serie TV)
- 2009 – Sommaren med Göran
- 2010 – A-kassekungen
- 2010 – Att sträcka ut en hand
- 2010 – Juni
- 2010 – Lapland Odyssey
- 2010 – Napapiirin sankarit
- 2010 – Puss
- 2011 – Umeå4ever
- 2011 – Irene Huss - En man med litet ansikte
- 2011 – Irene Huss - Den som vakar i mörkret
- 2011 – Irene Huss - Det lömska nätet
- 2011 – Irene Huss - I skydd av skuggorna
- 2011 – Irene Huss - Jagat vittne
- 2011 – Irene Huss - Tystnadens cirkel
- 2012 – Prime Time
- 2013 – Hemma
- 2014 – Kärlek deluxe
- 2014 – Tommy
- 2015–2017 – Jordskott (serieTV)

## Teatro
- 1992 – Pippi Calzelunghe (Annika)[9]